# Nécropole paléochrétienne de Pécs
La nécropole paléochrétienne de la ville de Pécs (autrefois appelée Sopianae) dans le sud de la Pannonie en Hongrie témoigne de la présence d’une communauté chrétienne dès le IVe siècle. 
Les hypogées, le mausolée et les vestiges des chapelles découverts et conservés sur le territoire de la nécropole constituent un héritage exceptionnel du paléochristianisme. Il s’agit d’une des plus importantes nécropoles en dehors de l’Italie. Le site est inscrit sur la liste du patrimoine mondial de l’UNESCO depuis 2000.
La nécropole présente des chambres de sépulture à deux niveaux. Les fresques de Saints-Pierre-et-Paul sont uniques en Europe centrale. On y trouve également la plus ancienne fresque paléochrétienne représentant la Vierge. Les constructions ont été utilisées sans modification jusqu’à la fin du XVIe siècle, préservant ainsi l’architecture du lieu pendant mille deux cents ans.

## Référence
- Dossier d'APPEAR (Accessibility Projects. Sustainable Preservation and Enhancement of Urban Subsoil Archaeological Remains) sur la nécropole